# Stadio Olimpico (Donec'k)
Il Complesso regionale sportivo olimpico (in ucraino Регіональний спортивний комплекс «Олімпійський»?, Rehional'nyj sportyvnyj kompleks «Olimpijs'kyj»), precedentemente noto come Stadio Lokomotyv (in ucraino стадион «Локомотив»?), è uno stadio di calcio situato a Donec'k, in Ucraina. Fu inaugurato il 13 agosto 1958, ingrandito nel 1970 e ristrutturato nel 2003. Ha ospitato le partite interne del Metalurh Donec'k e dello Šachtar, finché non è stata costruita Donbass Arena; e nel 2011 quelle dello Zorja.